# Bilheteria dos cinemas no Brasil em 2001
Lista com o valor da arrecadação em reais dos principais filmes lançados nos cinemas de todo o Brasil no ano de 2001.

## Arrecadação total
Contabiliza apenas filmes que estrearam em 2001.
| #  | Filme                                         | Faturamento   | Público   |
| -- | --------------------------------------------- | ------------- | --------- |
| 1  | Harry Potter e a Pedra Filosofal              | R$ 22 904 233 | 4.399.487 |
| 2  | O Retorno da Múmia                            | R$ 12 828 853 | 2.277.812 |
| 3  | Planeta dos Macacos                           | R$ 12 813 409 | 2.161.749 |
| 4  | Do Que as Mulheres Gostam                     | R$ 12 279 002 | 2.015.891 |
| 5  | Monstros S.A.                                 | R$ 12 238 076 | 2.376.082 |
| 6  | Náufrago                                      | R$ 12 180 622 | 2.029.936 |
| 7  | Xuxa e os Duendes                             | R$ 11 681 917 | 2.657.091 |
| 8  | Corpo Fechado                                 | R$ 11 063 903 | 1.892.094 |
| 9  | Shrek                                         | R$ 10 737 015 | 2.058.320 |
| 10 | Os Outros                                     | R$ 10 324 446 | 1.711.990 |
| 11 | A.I. - Inteligência Artificial                | R$ 10 220 924 | 1.704.923 |
| 12 | Pearl Harbor                                  | R$ 10 165 673 | 1.737.741 |
| 13 | Jurassic Park III                             | R$ 9 593 236  | 1.755.463 |
| 14 | Todo Mundo em Pânico 2                        | R$ 9 194 294  | 1.784.874 |
| 15 | A Partilha                                    | R$ 8 630 443  | 1.449.411 |
| 16 | American Pie 2 - A Segunda Vez é Ainda Melhor | R$ 8 230 419  | 1.373.492 |
| 17 | Miss Simpatia                                 | R$ 7 580 756  | 1.222.783 |
| 18 | Limite Vertical                               | R$ 6 962 665  | 1.221.858 |
| 19 | Hannibal                                      | R$ 6 668 167  | 1.138.060 |
| 20 | Dr. Dolittle 2                                | R$ 6 427 714  | 1.187.074 |